# Sutatausa
Sutatausa es un municipio colombiano del departamento de Cundinamarca, ubicado en la Provincia de Ubaté, a 88 km de Bogotá.

## Toponimia

### Origen lingüístico[3]
- Familia lingüística: Chibcha
- Lengua: Muysccubun

### Significado
El topónimo Sutatausa, en muysc cubun (idioma muisca) significa «pequeño tributo», palabra formada por suta, «pequeño», y tausa, «tributo». Mas debe tenerse en cuenta que el nombre primitivo de este poblamiento era Suta, como figura en los anales de la conquista y actas de visita del virreinato. Otra aproximación puede ser suta "nube, pequeño", tamsa "tributo", su-sua "sol, día", ta "dominio, labranza", usa "jefe", "debajo".

### Origen / Motivación
Sutatausa es un nombre producto de la unión de las expresiones suta y tausa, antiguas poblaciones de la región pertenecientes a la comunidad muysca.

### Nombres históricos
- Suta (Descubrimientos y Conquista)
- San Juan Bautista (1779)
- Sutapelao (1814)

## Historia
En 1541 se sublevaron los tausas y sutas, por el mal trato que recibían de los encomenderos; bien provistos de armas y de víveres junto con sus familias, se refugiaron en un peñón de Tausa, cerca de Suta, en el que creyeron estar protegidos dada su inaccesibilidad, al igual que sus vecinos de Cucunubá. Otro tanto hicieron los simijacas por similares motivos, atrincherándose en un elevado peñón que luego se llamó Salto de Olaya. En el difícil ascenso a la casi inexpugnable cima del peñón, desde donde los indígenas les arrojaban a los españoles piedras, dardos y flechas, se adelantó por una brecha el soldado Pedro Barranco, quien ya a punto de escalar la altura, fue arrollado por una gran piedra que lo envió al abismo; pero tras él lograron subir Juan Gómez Portillo y Pedro Galeano y el resto de infantes, quienes acometieron a los indígenas matando a muchos con sus espadas y obligando a otros a lanzarse al precipicio. Este montículo solitario de la planicie, desde entonces se conoce con el nombre de Peñón de Sutatausa o Alto de los Farallones. Según la tradición, el primitivo caserío estaba cerca al célebre peñón; a causa de éste sacrificio colectivo, no debió quedar mucho gentío por entonces.
En 1550, los terrenos de Suta aparecen adjudicados Antonio Bermúdez y Cristóbal de Roa, de la tropa de Jiménez de Quesada, y a Juan de Alvarado, de la de Sebastián de Belalcázar; pero tal vez no alcanzaron a explotarlos, pues el 7 de julio de 1558 fueron encomendados a Gonzalo de León Venero, que también lo era de los Tausas y Simijacas.
De la visita del Oidor Diego de Villafañe el 8 de marzo de 1563 a Tausa y Suta, aparece que era cacique de este último el señor Cupachilagua. El siguiente visitador fue Bernardino Albornoz, en 1592, quien hizo poner preso, a su encomendero y a los de Cucunubá, don Pedro Bolívar, y de Fúquene, don Domingo de Guevara, por no pagar tributos a la Corona y otras injusticias.
El 9 de agosto de 1594, el oidor Miguel de Ibarra visitó a Suta y Tausa, poblamientos contiguos y muy emparentados, cuyo encomendero era Gonzalo de León Venero, hijo, por adjudicación que le hiciera el presidente de la Real Audiencia, don Antonio González el 12 de diciembre de 1591, como heredero de su padre, del mismo nombre, uno de los primeros conquistadores.

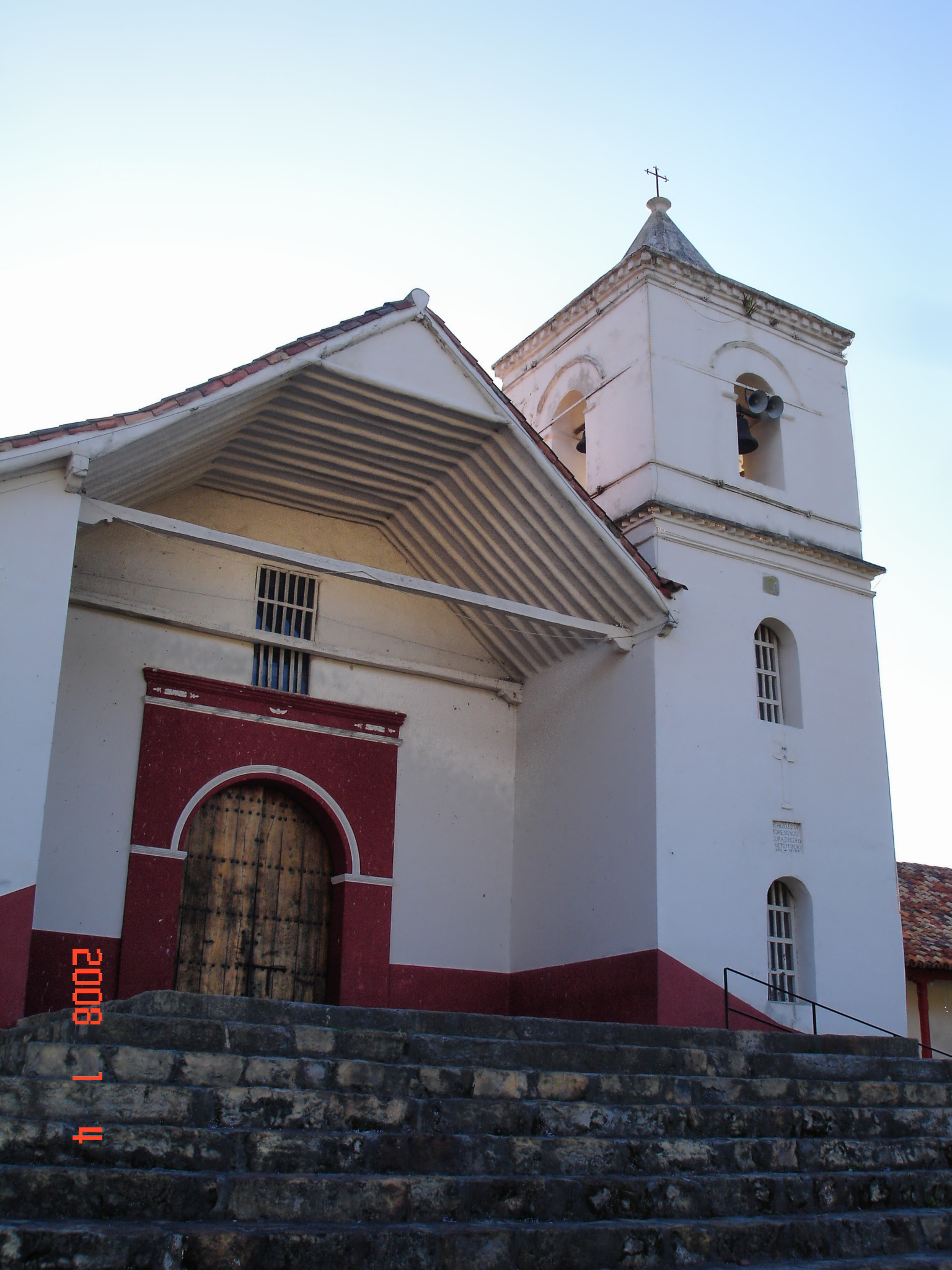
Fachada de la iglesia doctrinera de San Juan Bautista.

De la investigación secreta levantada por Ibarra, resulta que según el cacique don Juan Quecantocha, o Quecuala, de 46 años, en 1592 los visitó el oidor Albornoz, y que este pueblo de Suta era pequeño y de poca gente, con tres parcialidades.
Don Alonso Quecabusunga reconoció como cacique a Juan Quecuala y dijo: «que desde que se pobló este sitio, hay iglesia de bahareque cubierta de paja con campana y ornamentos».
No se expresa el año en que fue fundado este nuevo pueblo de Suta, que debió serlo después de 1559, año en el que el oidor Tomás López dio instrucciones y órdenes para tal fin.
Ante el oidor Ibarra estuvieron presentes los capitanes e indios Alonso Siquitiba, Alonso Chaguanchica, Bartolomé Chianeya o Chipabunguya, Diego Tenescicheguya o Sichemucheguya, Diego Neamenguya, Alonso Peceraguya y Alonso Siatonguya. Por auto el día 14 del mismo mes, confirmó la adjudicación de tierras de resguardo que les hiciera Albornoz, cuya medida en redondo comisionó a Juan de Espinosa, quien el 7 de septiembre lo señaló así: «por la parte hacia Ubaté hasta un sitio llamado Teguasiquitea, y cerro Chequetoque; por la parte hacia Tausa hasta el cerro Neyascabia; por parte hacia Muzo, Cucunubá y Bogotá, los cerros entre estos los llamados Chipaquén, Quiamia, Chitoca y Giboaca».
La congregación de los Sutas, empoblada a la manera española, no se hizo en el siglo de la Conquista. El 29 de agosto de 1583, los caciques don Alonso Seraguya y Juan Suatobaguya, dirigieron a la Real Audiencia una carta en la que decían estar poblados en un cerro pedregoso, y que sus tierras buenas de labor las tenían invadidas los españoles, por lo cual no iban a la doctrina ni tenían cómo pagar los tributos. Pedían vista de ojos para comprobarlo, y que fuesen poblados en una llanada que copaba el encomendero y así mismo les devolviesen la iglesia que hicieron.
Es muy lógica la afirmación al decir que el pueblo de Sutatausa proviene de la fusión de dos aglomeraciones indígenas: Suta y Tausa. Como el nombre lo indica, hecho que supone ocurrió en 1762. Pero en esta época ya no se fundaba pueblo de indios, sino todo lo contrario, se extinguían, y su iglesia se debe a los vecinos hacendados para fundar parroquias o pueblos de blancos. Entonces, en este caso, lo factible fue la fusión no de indios sino de vecinos de Tausa y Suta, en el sitio de éste para fundar la parroquia de Sutatausa.
El pueblo ha tenido varios nombres: primitivamente Suta, tomado de sus pobladores aborígenes, en 1802 Valle de San Juan Bautista, en 1940 Sutapelao, en 1975 Sutatausa la Ciudad de los Pinos, y a partir del año 1980 Sutatausa Monumento Nacional. El municipio cuenta con sitios de interés turístico como la piedra y los tejos del diablo, localizados a 300 m en dirección norte antigua vía a Ubaté; ruinas de los molinos Pelton, ubicadas en la vereda el Pedregal y Salitre; Peñas de palacio, actualmente se conocen con el nombre de los Farallones, ubicadas en las veredas de Novoa alto y Palacio, piedras con arte rupestre (pictogramas indígenas) localizadas en la periferia del municipio; cuenta también con un hermoso paisaje formado por pinos, eucaliptos y acacias, sembrados por la CAR en el año 1968, ya que para esta época el municipio se encontraba abandonado debido a una sequía que llevaba aproximadamente 20 años, lo que obligó a sus habitantes a abandonar el lugar.

## Geografía

### Límites municipales
Sutatausa tiene límites con los siguientes municipios:
| Noroeste: Carmen de Carupa | Norte: Ubaté | Nordeste: Ubaté (Laguna de Palacio) |
| Oeste: Tausa               |              | Este: Cucunubá                      |
| Suroeste: Tausa            | Sur: Tausa   | Sureste: Cucunubá                   |

### División Político-Administrativa
Aparte de su Cabecera municipal, tiene bajo su jurisdicción los siguientes Centros poblados: Chircal de Santa Bárbara, La Quinta y Las Peñas
Además, el municipio está compuesto con las siguientes veredas: Chipaquín, Ojo de Agua, Hatoviejo, Mochila, Pedregal, Salitre, Concubita, Piedras de Boquerón, Naval, Novoa, Piedras de Cajón, Palacio, Santa Bárbara.

## Movilidad
A Sutatausa se llega desde el municipio de Chía por la Ruta Nacional 45A pasando por Zipaquirá. Depende de las conexiones veredales con los municipios de Tausa, Carmen de Carupa, Cucunubá y Ubaté.

## Turismo

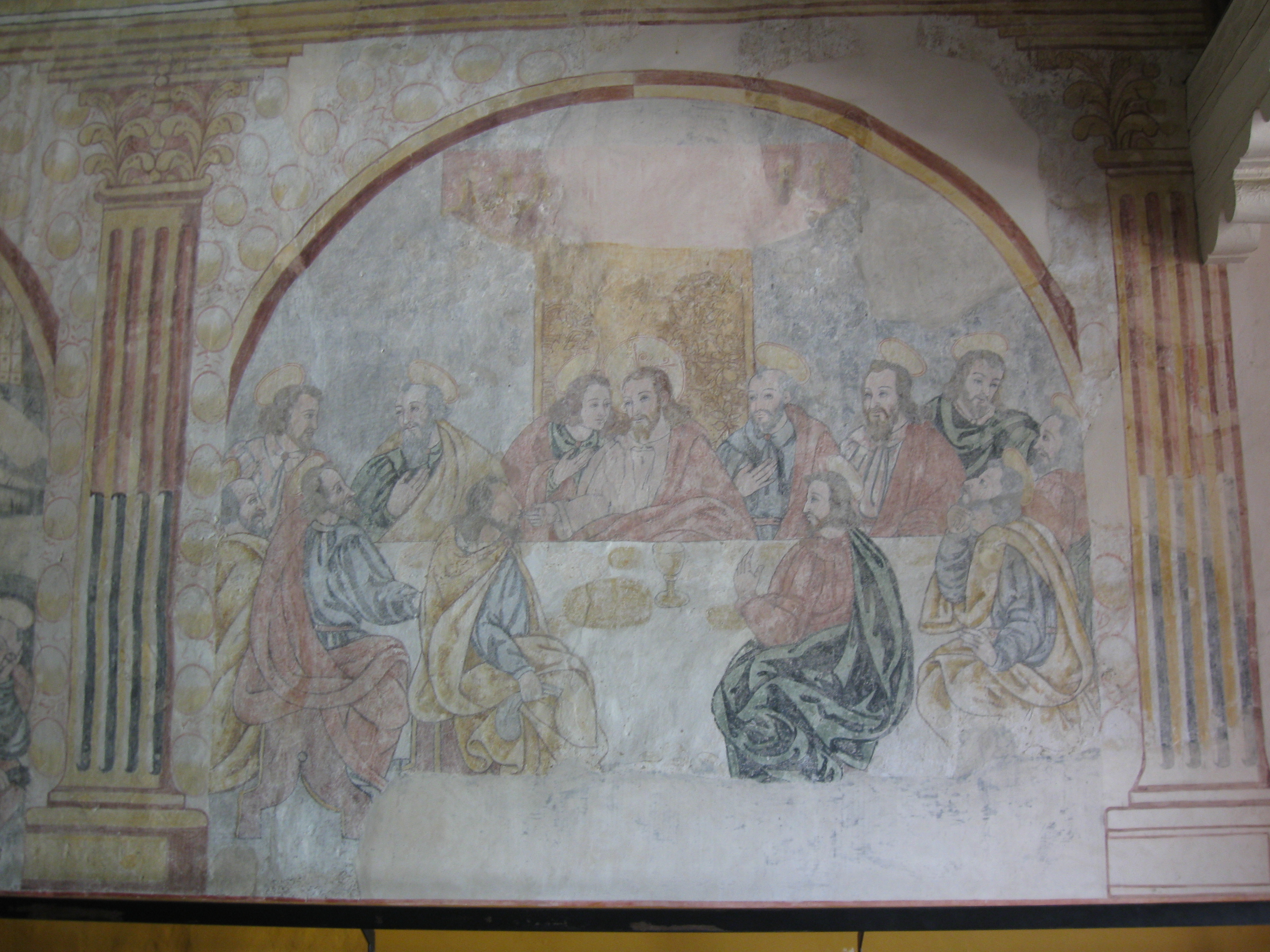
Mural que reproduce la última cena, pintado en el. Anónimo.

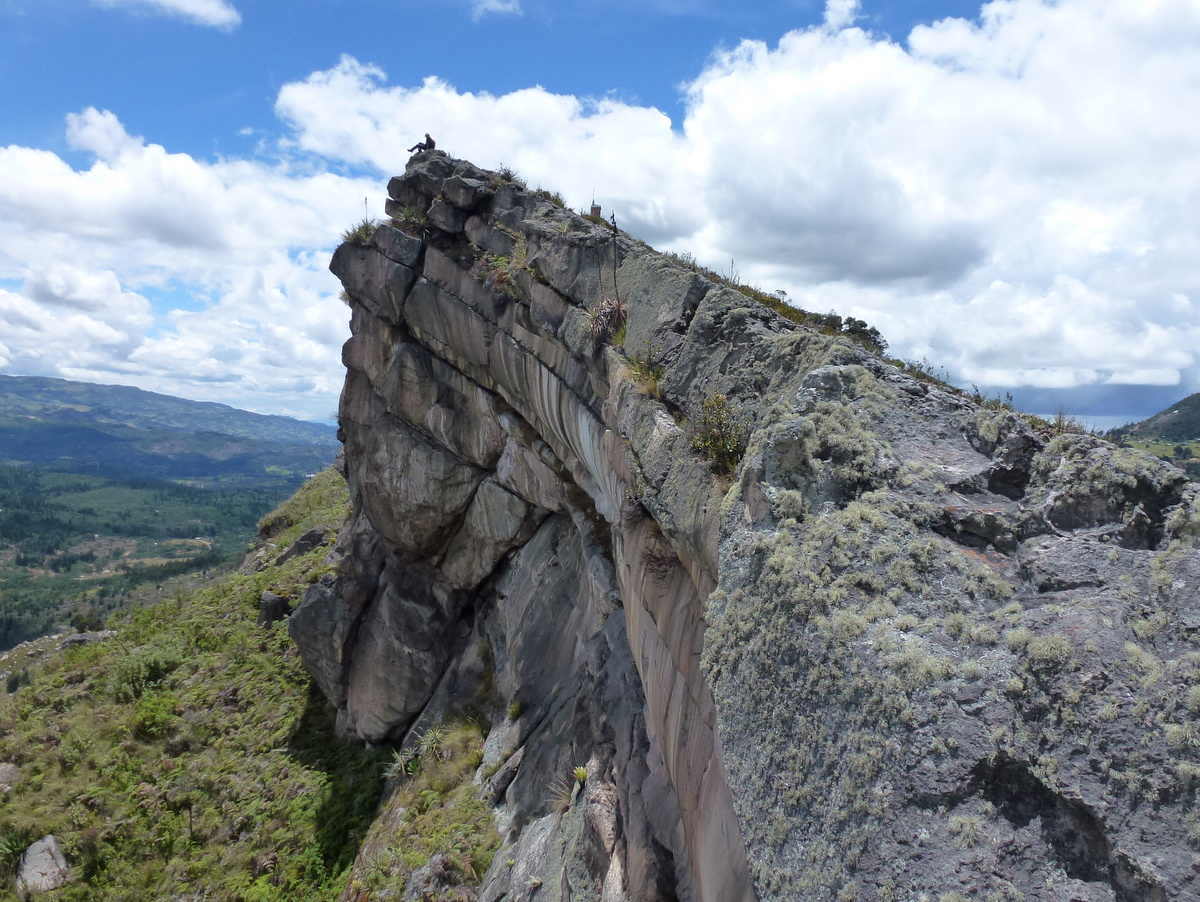
Farallones de Sutatausa.

- Arte rupestre y pintura mural: reconocimiento en paralelo de la transformación de la cultura indígena y su transición a la española, observa las expresión de pictogramas como arte rupestre (símbolos gráficos pintados en roca) y la simbología de la pintura mural del siglo XVII con la que se adoctrinaban a los indígenas a la nueva religión.
- La ruta de la Libertad: Escenario que en 1541 se presenció un episodio trágico: se estima que entre 200 y 300 personas prefirieron inmolarse arrojándose desde la cima del peñón debido a los malos tratos. Sus senderos empedrados y la calidad de su gente acompañan el recorrido hasta lo más alto de la cumbre.
- Deporte y aventura: Gracias a su privilegiada geografía, sus altos farallones, desiertos y valles son el escenario ideal para la práctica de deportes extremos y grandes aventuras como la escalada deportiva, el rápel, ciclo paseos, ecocaminatas, travesías a caballo, y muchas otras actividades que se ofrecen profesionalmente en la zona.
- Farallones, campismo y recreación: el Municipio ofrece los más diversos programa de campamentos juveniles, donde sus participantes aprenden técnicas de supervivencia, y trabajo en equipo.
- Mineros por un día: a más de 600 m bajo tierra, se puede vivir la experiencia del minero, sus costumbres, su gastronomía y su cultura. la diversión y el aprendizaje, son la mezcla perfecta para reconocer en nuestro campesino minero el motor de desarrollo económico de la región.
- Artesanías: tejidos en lana y trabajos en madera.
- Los Tejos del Diablo: sitio de gran valor mitológico.
- Pictogramas: De acuerdo con el Centro de Historia y Patrimonio Cultural de Sutatausa (investigación 2010-2011), este municipio cuenta con más de 80 rocas pintadas en color rojo ocre, blanco y negro signadas por los antiguos habitantes prehispánicos, constituyéndose en uno de los más grandes y representativos conjuntos de patrimonio arqueológico de la región.
- Plaza de Toros: la única en Colombia que es abierta al público.
- Conjunto Doctrinero: dotado con cuatro de las "Capillas Posas", que son iglesias en miniatura decoradas a semejanza del templo doctrinero. empleadas para las procesiones del Corpus Christi y declaradas Monumento Nacional. Además cuenta con la antecapilla, la capilla, la plaza mayor, faltando únicamente la cruz atrial, para conformar así el conjunto en su totalidad.

## Servicios turísticos
- Transporte: empresas de la región con salidas permanentes.
- Alojamiento: para el disfrute de estos escenarios el municipio cuenta con alojamientos campestres de calidad: Hostales, hoteles, casas de campo, campamentos, etc.

## Símbolos

### Himno municipal
Autores: Armando Usaquén, Pedro Pablo Várgas, Wilsón Nibaldo Santafé, Graciela Murcia de Rodríguez, Julio Alejandro Vega.
| Coro Sutatausa "Pequeño Tributo" por la historia marcada tu estás. adoremos tú tierra sagrada, un legado de paz y bondad. I De las piedras y tejos del diablo mil historias la mente tejió. tus molinos dejaron leyendas invaluables de tu tradición. II Sutatausa poblado aborigen que luchó para el yugo vencer inmolado en tus farallones un ejemplo cundinamarqués. | III Son tu templo y capillas sagradas monumento de historia y de fe y en las manos de San Juan Bautista todo el pueblo el amor ve crecer. IV Tus entrañas explora el minero extrayendo el valioso carbón. bajo el sol tú labriego cultiva la esperanza de nuestra nación. V Trece perlas preserva tu gloria con paisaje de verde fulgor es mi tierra lindo paraíso Sutatausa te entrego mi amor. |

- Gestores de letra: Pedro Pablo Vargas, Wilson Santafe, Graciela Murcia de Rodríguez, Julio Alejandro Vega, Armando Usaquén.
- Composición y arreglos: Guillermo Berna, Armando Usaquén Ortiz, Guillermo Alvarado.
- Música y arreglos: Guillermo Alvarado.

## Servicios públicos
- Energía Eléctrica: Enel, es la empresa prestadora del servicio de energía eléctrica.
- Gas Natural: Vanti es la empresa distribuidora y comercializadora de gas natural en el municipio.